# Shintarō Nago
Shintarō Nago (名古 新太郎 Nago Shintarō?, Osaka, 17 de abril de 1996) es un futbolista japonés que juega como centrocampista en el Avispa Fukuoka.

## Trayectoria

### Clubes
| Club                     | País  | Año       |
| ------------------------ | ----- | --------- |
| Kashima Antlers          | Japón | 2018-2024 |
| Shonan Bellmare (cedido) | Japón | 2021      |
| Avispa Fukuoka           | Japón | 2025-     |